# 徳川光友
徳川 光友（とくがわ みつとも）は、江戸時代前期の大名。尾張藩2代藩主。新陰流第6世。初名は光義（みつよし）で、こちらを名乗った期間の方が長い。

## 生涯
寛永2年（1625年）7月29日、初代藩主・徳川義直の長男として名古屋にて生まれる。母は側室で吉田甚兵衛の姉・歓喜院。幼名は五郎八、五郎太。
寛永7年（1630年）5月、6歳で従五位下に叙し、寛永10年（1633年）9月に正四位下に昇叙し右兵衛督に補任、12月に元服、29日に従兄の江戸幕府3代将軍徳川家光から偏諱を与えられ、光義と名乗る（父・義直からも1字授かった）。翌寛永11年（1634年）2月21日、従弟で叔父の紀州藩主徳川頼宣の世子・光貞と共に家光から鷹場を与えられた。寛永15年（1638年）2月20日、従姪で家光の長女・千代姫と婚約。翌寛永16年（1639年）9月21日に千代姫と結婚したが、これは祖母の相応院が千代姫の降嫁を請い、幼い頃から手元に預かって養育したからだとされる。
慶安3年（1650年）、父の死去により家督を継ぎ、翌慶安4年（1651年）に父の菩提寺として建中寺を建立する。承応3年（1654年）、宮宿に西浜御殿を建造し、寛文元年（1661年）には母の菩提寺として大森寺を建立した。この間承応2年（1653年）8月に正三位権中納言に昇叙した。寛文12年（1672年）に諱を光友と改めた。
寺社奉行制度や評定所を設置し、官制の整備を図った。また、防火制度や軍備増強、林業制度の確立も行なうなど、藩政の基礎を固めた。他にも息子達に分家を許し、天和元年（1681年）に次男の松平義行に、天和3年（1683年）には三男の松平義昌にそれぞれ幕府から新知が認められ、尾張徳川家の連枝を整備した。分家が認められた背景は千代姫の威光があったとされる。貞享2年（1685年）の熱田神社の造営を行う。
だが、多くの寺社創建・修造や千代姫の婚姻、万治3年（1660年）に名古屋城の城下町で起きた火災の再建、江戸藩邸が焼けた後の修理費と、支出が相次いで財政難に陥った。寛文6年（1666年）に藩札発行したが成果が上がらず短期間で廃止、藩札回収にあたり幕府から10万両を借金するなど財政難は変わらず、天和元年に財政改革を断行して口米を藩収入に切り替えるなど財政基盤強化を図った。江戸屋敷が幕府から拝領されたのも光友の治世であり、拝領された市谷屋敷・麹町屋敷・戸山屋敷はそれぞれ周辺の土地の拝領・買い取りなどで拡張を進めた。

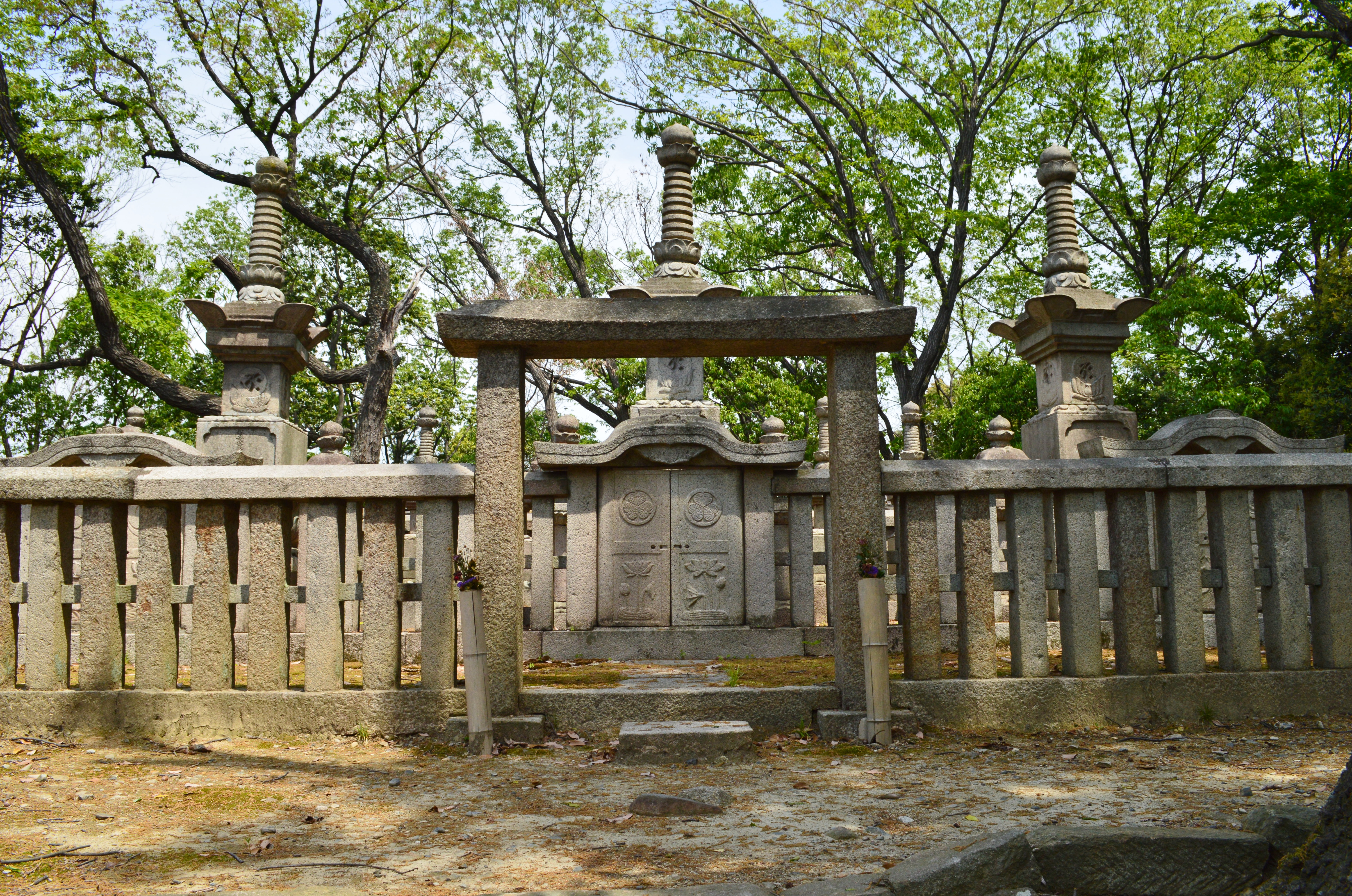
徳川光友墓所
（大阪府柏原市の安福寺）

元禄3年（1690年）5月、従二位権大納言に叙任。元禄6年（1693年）4月25日、家督を千代姫が産んだ嫡子の綱誠に譲り、大曽根別邸（後の徳川園）を建造し隠居所とした。綱誠が次男ながら嫡子扱いになったのは千代姫を通じて徳川将軍家の血を引いていたからであり、庶長子の義昌は三男扱いにされていた（三男の義行も綱誠の同母弟なので次男扱い）。元禄12年（1699年）、綱誠に先立たれた。元禄13年（1700年）10月16日、死去。享年76。

## 人物・藩政
武芸や茶道・唐楽・書など諸芸に優れ、剣術は柳生厳包（柳生連也斎）より学び新陰流第6世を継承した。また、書では後西院・近衛信尋と共に三筆と称せられることがある。
藩主となった当初はキリスト教信仰に対して寛容であったとされるが、濃尾崩れの一件により幕府から目付を派遣され、弾圧を強化した。寛文4年（1665年）にはキリシタン200余名が処刑され埋められた千本松原の刑場を別の場所に移し、跡地に清涼庵（後の栄国寺）を建立して刑死した者たちの菩提を弔わせた。

## 官職および位階等の履歴
※日付＝旧暦
- 寛永7年（1630年）5月3日、元服し、将軍・徳川家光の偏諱を授かる。従五位下に叙し、蔵人に補任。
- 寛永10年（1633年）9月5日、正四位下に昇叙し、右兵衛督に転任。
- 寛永17年（1640年）3月4日、参議に補任し、右近衛権中将を兼帯。7月11日、従三位に昇叙。参議・右近衛権中将如元。
- 慶安3年（1650年）6月28日、尾張藩主となる。
- 承応2年（1653年）8月12日、正三位に昇叙し、権中納言に転任。
- 寛文12年（1672年）11月1日、名を光友と改める（それまでは光義と名乗る）。
- 元禄3年（1690年）5月4日、権大納言に転任。5月11日、従二位に昇叙。権大納言如元。
- 元禄6年（1693年）4月25日、家督を嫡子の綱誠に譲り、隠居。

## 系譜
- 父：徳川義直
- 母：尉（歓喜院、吉田氏）
- 御簾中：千代姫（霊仙院） - 徳川家光長女
  - 長男（※実次男）：綱誠（初名・綱義、1652年 - 1699年）
  - 長女：豊姫（1655年）
  - 次男（※実三男）：松平義行（高須松平家祖、1656年 - 1715年）
  - 次女：直姫（1658年 - 1661年）
- 側室：勘解由小路（松寿院） - 樋口信孝娘
  - 三男（※実長男）：松平義昌（梁川松平家祖、1651年 - 1713年）※実際には庶長子の義昌が綱誠・義行の兄である。
- 側室：勘式部（清心院、村尾氏）
  - 四男：松平康永（翁助・友久・図書、家臣松平康久養子、1661年 - 1675年）
  - 三女：貴姫（徳川綱誠養女、浅野綱長室、1666年 - 1683年）
  - 八男：仙之助（1676年）
- 側室：新式部（長昌院、飯尾氏）
  - 五男：八郎太郎（1668年 - 1669年）
  - 六男：松平友重（六郎、1669年 - 1702年）
  - 十一男：長尊
- 側室：伏屋
  - 四女：秀姫（1673年）
- 側室：糸
  - 五女：能姫（1674年）
- 側室：麗（聚福院、八尾氏）
  - 七男：万之助（1676年 - 1681年）
- 側室：津連（正善院）
  - 九男：万里之助（1677年）
- 側室：津知（大橋氏）
  - 十男：官之助（1677年）
- 側室：梅の枝（梅香院、鈴木氏）
  - 十一男：松平友著（大蔵・但馬守友親、川田窪松平家祖、1678年 - 1726年）
- 側室：以津（龍峰院、木村氏）
  - 六女：元姫（1679年 - 1690年）

妹の京姫（普峯院、広幡忠幸室）の娘たちを養女にしている。
- 養女：定姫（有馬頼元継室、1655年 - 1683年）
- 養女：智姫（織田信武正室、1659年 - 1690年）
- 養女：園姫（浅野長照室、1660年 - 1725年）
- 養女：清姫（織田信武継室、1662年 - 1694年）

## 偏諱を受けた人物
- 光義時代（「義」の字）
  - 松平義昌（庶長子）
  - 徳川綱義（嫡男、のちの綱誠）
  - 松平義行（次男、実際は三男）

- 光友時代（「友」の字）
  - 松平友久（四男、のち康永）
  - 松平友重（六男）
  - 松平友親（友著）（十一男）
  - 竹腰友正（光友の従兄弟の竹腰正晴の子）